# Xã Pickaway, Quận Pickaway, Ohio
Xã Pickaway (tiếng Anh: Pickaway Township) là một xã thuộc quận Pickaway, tiểu bang Ohio, Hoa Kỳ. Năm 2010, dân số của xã này là 2.041 người.